# Triacastela
Triacastela là một đô thị ở tỉnh Lugo ở Galicia. Đô thị này thuộc comarca de Sarria.
La Dân số năm 2008 era de 792 người theo kết quả điều tra của Viện thống kê quốc gia Tây Ban Nha.

## Parroquia
- A Balsa (San Breixo)
- Cancelo (San Cristovo)
- Lamas do Biduedo (Santo Isidro)
- O Monte (Santa María)
- Santalla de Alfoz (Santalla)
- Toldaos (San Salvador)
- Triacastela (Santiago)
- Vilavella (Santa María)

==Tham khảo==